# Varzuga
Varzuga (rusky Варзуга) je řeka na jihu Kolského poloostrova v Murmanské oblasti v Rusku. Je 254 km dlouhá. Její povodí má rozlohu 9840 km².

## Průběh toku
Pramení ve střední části poloostrova. Na středním a dolním toku se vyznačuje velkým množstvím peřejí, z nichž největší je Padun na středním toku se třemi vodopády. Na horním a středním toku se nazývá Velká Varzuga (Большая Варзуга) a po soutoku s Panou jen Varzuga. Na dolním toku přijímá přítok ze Sergozera. Ústí do Bílého moře.

## Vodní režim
Zdroj vody je převážně sněhový. Na jaře se úroveň zvedá o 2 až 2,5 m. Průměrný roční průtok je 77 m³/s (v květnu a červnu až 300 m³/s). Zamrzá v říjnu a rozmrzá v květnu.

## Využití a osídlení
Řeka je splavná. Varzuga je nejbohatší na lososy ze všech řek na poloostrově. Na dolním toku leží obce Varzuga, Kuzomen a Ustje Varzugi.